# Pontificia facoltà teologica della Sardegna
La Pontificia facoltà teologica della Sardegna è un'istituzione universitaria per la teologia che rilascia titoli di baccalaureato, licenza e dottorato. L'ente, istituito a Cuglieri nel 1927, è la prima facoltà teologica italiana extra urbem (fuori dalla città di Roma).

## Storia
Il 14 maggio 1612, Claudio Acquaviva, generale della compagnia di Gesù, elevava il collegio di Sassari a università di diritto ecclesiastico per il conferimento dei gradi accademici in filosofia e teologia; cinque anni dopo, nel 1617, per volere del re Filippo III di Spagna, divenne università di diritto regio con le stesse due facoltà.
Il 12 febbraio 1607 Papa Paolo V aveva elevato ad università il collegio di Cagliari, confermato successivamente da Filippo III nel 1620, ma i corsi poterono iniziare solo nel 1626. In quell'anno Cagliari aveva già tutte le facoltà previste dall'ordinamento universitario dell'epoca. Sassari, sotto Filippo IV di Spagna, completava le sue facoltà nel 1632 e pochi anni dopo otteneva il riconoscimento pontificio per quella di diritto canonico. La compagnia di Gesù fu attiva nelle due Università sarde sino alla sua soppressione nel 1773.
Nel 1873 furono abolite le facoltà teologiche nelle università del Regno d'Italia; papa Pio IX, con breve pontificio Innumera splendidaque del 1º dicembre 1876, istituì, presso i seminari di Cagliari e di Sassari, i rispettivi collegi teologici, abilitandoli a rilasciare i gradi accademici di baccellierato, licenza e dottorato.
Nel 1924 il Papa accolse la preghiera dei vescovi e decise di costruire a spese del Vaticano un Seminario centrale per gli studi filosofici e teologici, e di affidarlo alla Compagnia di Gesù. Lasciò loro la scelta della località nella quale dovesse sorgere: né Cagliari, né Sassari, ma un luogo al centro dell'isola. Si pensò in un primo momento a Macomer, poi si preferì una località che godesse di un clima più salubre, e si decise per Cuglieri, anche perché il terreno per l'edificazione del fabbricato era stato donato dal Sindaco, don Eraldo Sanna, ricco possidente del luogo. Il progetto dell'edificio, che doveva essere grandioso, fu studiato dall'ingegner Momo: fu scelto uno stile semplice quale quello pisano del 1300. Si scelse questo stile perché il seminario di Cuglieri aveva tanti punti di somiglianza con gli antichi monasteri, e inoltre questo stile meglio di integrava con l'architettura del paese, dove le case erano semplici e severe, in un paesaggio dominato dai boschi e dai monti del Montiferru.
Con la costituzione apostolica Nostrarum partem del 5 agosto 1927, papa Pio XI, contestualmente alla fondazione del seminario regionale affidato alla Compagnia di Gesù, erigeva in Cuglieri le due facoltà di teologia e filosofia che dovevano continuare l'attività già avviata nelle università di Cagliari e di Sassari. Pochi anni dopo, a causa della scarsità delle risorse, si rinunciò alla facoltà di filosofia per mantenere solo quella di teologia.
In seguito al rinnovamento promosso dal concilio Vaticano II, che richiedeva alle facoltà ecclesiastiche una revisione dei propri ordinamenti, la facoltà teologica della Sardegna intraprese la rielaborazione dei propri statuti: ottenuta un'approvazione provvisoria da parte della Congregazione per l'educazione cattolica il 2 febbraio 1974, gli statuti furono adeguati al mandato della costituzione apostolica Sapientia christiana, promulgata da Giovanni Paolo II il 15 aprile 1979, per essere definitivamente approvati il 25 marzo 1987.
Con l'anno accademico 1971-1972, la facoltà di teologia fu trasferita a Cagliari, dove ha la sua sede giuridica. Nell'anno accademico 1972-1973, la congregazione per l'educazione cattolica affidò la direzione della facoltà alla conferenza episcopale sarda, la quale, a sua volta, firmò con la compagnia di Gesù una convenzione della durata di sei anni e rinnovabile, attraverso la quale si affidava alla stessa Compagnia la direzione accademica della facoltà.
Il 12 marzo 1999 la Pontificia facoltà teologica della Sardegna è stata iscritta nel registro delle persone giuridiche presso il tribunale di Cagliari. La Pontificia facoltà teologica della Sardegna collabora con l'università degli studi di Cagliari e in base all'accordo gli studenti universitari possono conseguire crediti seguendo corsi a titolo gratuito, a libera scelta, e superando i relativi esami, presso la facoltà teologica.

## Autorità accademiche[5]
- Gran cancelliere: Antonello Mura, presidente della Conferenza episcopale sarda e vescovo di Nuoro e di Lanusei;
- Vice-gran cancelliere: padre Roberto Del Riccio, S.I., preposito della Provincia d'Italia della Compagnia di Gesù;
- Preside: vacante;
- Vice-preside: don Giuseppe Tilocca;
- Segretario generale: padre Gabriele Semino, S.I.

### Commissione episcopale
- Antonello Mura, gran cancelliere e vescovo di Nuoro e di Lanusei;
- Giuseppe Baturi, arcivescovo di Cagliari;
- Gian Franco Saba, arcivescovo di Sassari.

## Struttura
La facoltà teologica della Sardegna dipende accademicamente dal Dicastero per la cultura e l'educazione della Santa Sede ed è strutturata in cinque dipartimenti: 
- filosofia e scienze umane
- scienze bibliche e patristiche
- scienze storiche e giuridiche
- teologia pratica
- teologia sistematica

Nei locali della facoltà trova sede l'Istituto superiore di scienze religiose di Cagliari (ISSR).

### Biblioteca
La biblioteca è specializzata in teologia, scienze bibliche, diritto canonico, filosofia, patristica, archeologia cristiana, storia del cristianesimo e della Chiesa, liturgia, spiritualità, bioetica.

### Rivista
La facoltà pubblica la rivista annuale Theologica & Historica e le collane: Limine (dipartimento di filosofia e scienze umane) e Handbooks (dipartimento di scienze bibliche e patristiche).